# Foyer socio-éducatif
Pour les articles homonymes, voir FSE.

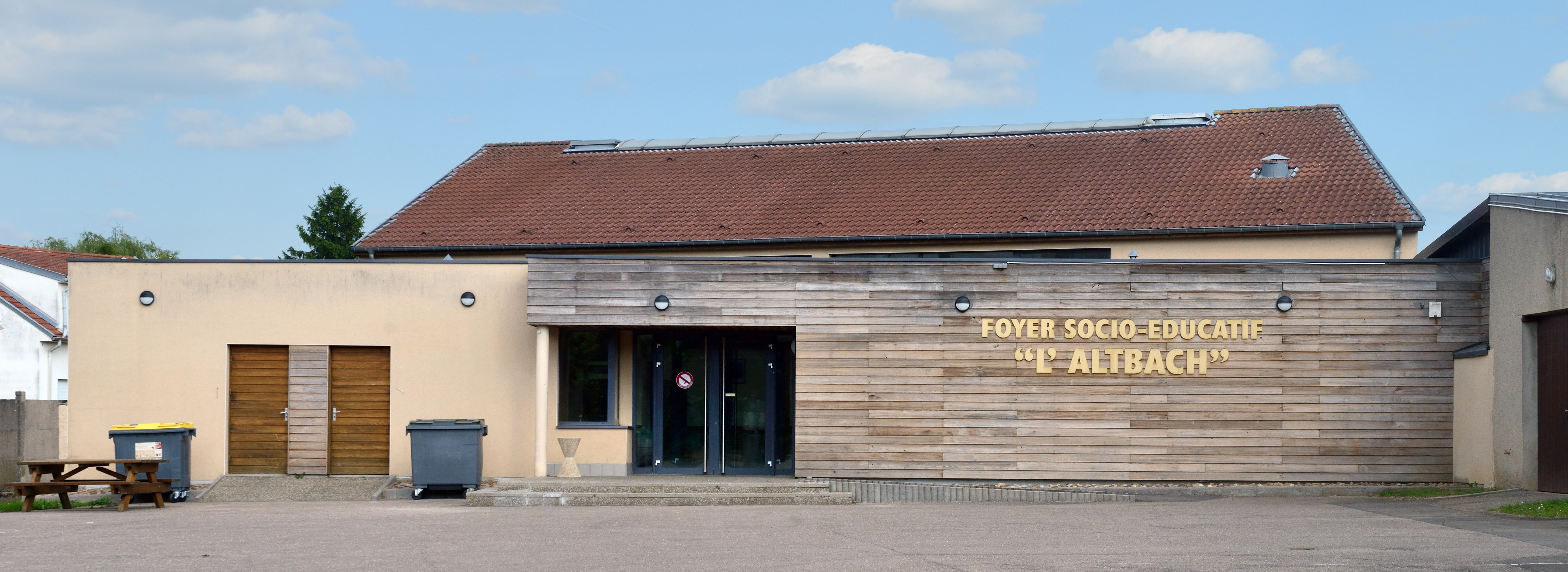
Foyer socio-éducatif à Mondorff, département de la Moselle.

Les foyers socio-éducatifs (FSE) sont des associations constituées au sein des lycées et des collèges en France, dans le but de participer à la finalité éducative de ceux-ci par le biais d'activités diverses, mais aussi dans le but de développer chez les élèves le sens des responsabilités. Le FSE peut cofinancer les voyages pédagogiques.
Les élèves le connaissent surtout pour les clubs et activités proposés par un adulte ou par un lycéen. Ces activités varient selon les établissements.
Le FSE ne doit pas être confondu avec le Fonds social du collège ou du lycée, à subvention publique, et qui aide les élèves en difficulté financière.
Le FSE est doté d'un budget propre, financé par les cotisations des élèves (par adhésion volontaire) et par la vente des objets fabriqués et par l'organisation de manifestations (loto…). Il peut recevoir des dons ou des subventions.
Le FSE n'existe qu'en lycée et au collège. En école primaire, le FSE prend une autre forme, sous le nom de coopérative scolaire.
Au lycée, le FSE est aujourd'hui obsolète et doit être progressivement remplacé par la Maison Des Lycéens (MDL). La MDL est une association loi de 1901, financée par les dons facultatifs des parents, mais aussi occasionnellement par des tombolas, etc. Ses comptes sont séparés de ceux du lycée. Le bureau de la MDL est composé d'un président, d'un secrétaire général et d'un trésorier – postes qui sont assurés par les lycéens de plus de seize ans.

## Textes de référence
- Décret no 85-924 du 30 août 1985 modifié relatif aux établissements publics locaux d'enseignement (cf article 3-2)
- Circulaire no 2010-009 du 29 janvier 2010 La maison des lycéens
- Circulaire no 92-270 du 10 septembre 1992 Gratuité de l’enseignement
- Circulaire no 96-249 du 25 octobre 1996 La situation des chefs d’établissement au sein des associations